# Distrito electoral federal 4 de Sinaloa
El IV Distrito Electoral Federal de Sinaloa es uno de los 300 distritos electorales en los que se encuentra dividido el territorio de México y uno de los 7 en los que se divide el estado de Sinaloa. Su cabecera es la ciudad de Guasave, Sinaloa.
Está formado por el territorio del Municipio de Guasave.
El diputado federal por el IV Distrito de Sinaloa en la LIX Legislatura (2009-2012) es: Diva Hadamira Gastelum Bajo.

## Diputados por el distrito
| Legislatura   | Periodo     | Diputado                      | Grupo parlamentario                  |
| ------------- | ----------- | ----------------------------- | ------------------------------------ |
| I             | 1857 - 1861 |                               |                                      |
| II            | 1861 - 1862 |                               |                                      |
| III           | 1862 - 1863 |                               |                                      |
| IV            | 1867 - 1868 |                               |                                      |
| V             | 1869 - 1871 |                               |                                      |
| VI            | 1871 - 1873 |                               |                                      |
| VII           | 1873 - 1875 |                               |                                      |
| VIII          | 1875 - 1878 |                               |                                      |
| IX            | 1878 - 1880 |                               |                                      |
| X             | 1880 - 1882 |                               |                                      |
| XI            | 1882 - 1884 |                               |                                      |
| XII           | 1884 - 1886 |                               |                                      |
| XIII          | 1886 - 1887 |                               |                                      |
| XIV           | 1888 - 1890 |                               |                                      |
| XV            | 1890 - 1892 |                               |                                      |
| XVI           | 1892 - 1894 |                               |                                      |
| XVII          | 1894 - 1896 |                               |                                      |
| XVIII         | 1896 - 1898 |                               |                                      |
| XIX           | 1898 - 1900 |                               |                                      |
| XX            | 1900 - 1902 |                               |                                      |
| XXI           | 1902 - 1904 |                               |                                      |
| XXII          | 1904 - 1906 |                               |                                      |
| XXIII         | 1906 - 1908 |                               |                                      |
| XXIV          | 1908 - 1910 |                               |                                      |
| XXV           | 1910 - 1912 |                               |                                      |
| XXVI          | 1912 - 1914 |                               |                                      |
| Constituyente | 1916 - 1917 | Cándido Avilés Isunza         |                                      |
| XXVII         | 1917 - 1918 | Filiberto C. Villarreal       |                                      |
| XXVIII        | 1918 - 1920 |                               |                                      |
| XXIX          | 1920 - 1922 |                               |                                      |
| XXX           | 1922 - 1924 | Ángel Montoya A.              |                                      |
| XXXI          | 1924 - 1926 |                               |                                      |
| XXXII         | 1926 - 1928 |                               |                                      |
| XXXIII        | 1928 - 1930 |                               |                                      |
| XXXIV         | 1930 - 1932 |                               |                                      |
| XXXV          | 1932 - 1934 |                               |                                      |
| XXXVI         | 1934 - 1937 |                               |                                      |
| XXXVII        | 1937 - 1940 |                               |                                      |
| XXXVIII       | 1940 - 1943 |                               |                                      |
| XXXIX         | 1943 - 1946 |                               |                                      |
| XL            | 1946 - 1949 |                               |                                      |
| XLI           | 1949 - 1952 |                               |                                      |
| XLII          | 1952 - 1955 | Bernardo Norzagaray Ángulo    | Partido Revolucionario Institucional |
| XLIII         | 1955 - 1958 | Leopoldo Sánchez Celis        | Partido Revolucionario Institucional |
| XLIV          | 1958 - 1961 | Aurora Arrayales Sandoval     | Partido Revolucionario Institucional |
| XLV           | 1961 - 1964 |                               |                                      |
| XLVI          | 1964 - 1965 |                               |                                      |
| XLVII         | 1967 - 1970 | Ernesto Álvarez Nolasco       | Partido Revolucionario Institucional |
| XLVIII        | 1970 - 1973 | Alejandro Ríos Espinosa       | Partido Revolucionario Institucional |
| XLIX          | 1973 - 1976 | Salvador Robles Quintero      | Partido Revolucionario Institucional |
| L             | 1976 - 1978 | Antonio Toledo Corro          | Partido Revolucionario Institucional |
| L             | 1979 - 1979 | Leonardo Peraza Zamudio       | Partido Revolucionario Institucional |
| LI            | 1979 - 1982 | Héctor González Guevara       | Partido Revolucionario Institucional |
| LII           | 1982 - 1985 | Germinal Arámburo Cristerna   | Partido Revolucionario Institucional |
| LIII          | 1985 - 1988 | Diego Valadés Ríos            | Partido Revolucionario Institucional |
| LIV           | 1988 - 1991 | Juan Rodolfo López Monroy     | Partido Revolucionario Institucional |
| LV            | 1991 - 1994 | Juan S. Millán                | Partido Revolucionario Institucional |
| LVI           | 1994 - 1997 | Juan Manuel Meléndez Franco   | Partido Revolucionario Institucional |
| LVII          | 1997 - 2000 | Manuel Cárdenas Fonseca       | Partido Revolucionario Institucional |
| LVIII         | 2000 - 2003 | Jesús Burgos Pinto            | Partido Revolucionario Institucional |
| LIX           | 2003 - 2006 | Armando Leyson Castro         | Partido Revolucionario Institucional |
| LX            | 2006 - 2009 | Ramón Barajas López           | Partido Revolucionario Institucional |
| LXI           | 2009 - 2012 | Diva Gastelum Bajo            | Partido Revolucionario Institucional |
| LXII          | 2012 - 2015 | Blas Ramón Rubio Lara         | Partido Revolucionario Institucional |
| LXIII         | 2015 - 2018 | Jesús Antonio López Rodríguez | Partido Acción Nacional              |
| LXIII         | 2018        | Juan Luis de Anda Mata        | Partido Acción Nacional              |
| LXIII         | 2018        | Jesús Antonio López Rodríguez | Partido Acción Nacional              |
| LXIV          | 2018 - 2021 | Casimiro Zamora Valdéz        | Movimiento Regeneración Nacional     |
| LXV           | 2021 - 2024 | Casimiro Zamora Valdéz        | Movimiento Regeneración Nacional     |
| LXVI          | 2024 - 2027 | Felícita Pompa Ramos          | Movimiento Regeneración Nacional     |

## Elecciones de 2012
|  | Partido Acción Nacional                                                                   |  | Elvira Guadalupe Barrios López   |
|  | Partido Revolucionario Institucional                                                      |  | Blas Ramón Rubio Lara            |
|  | Coalición Movimiento Progresista (Partido de la Revolución Democrática, PT, Convergencia) |  | Ricardo Armenta Beltrán          |
|  | Partido Verde Ecologista de México                                                        |  | Alfredo Ernesto Cervantes Fierro |
|  | Partido Nueva Alianza                                                                     |  | Silvia Miriam Chávez López       |